# ムハンマド・シャイバーニー・ハン
ムハンマド・シャイバーニー・ハン（ウズベク語: Muhammad Shayboniy / Муҳаммад Шайбоний
、ペルシア語: شایبک خان, ラテン文字転写: Muḥammad Shaybānī Khān、1451年 - 1510年12月2日）は、ウズベク・ハン国シャイバーニー朝の初代ハン。アブル＝ハイル・ハンの孫。

## 生涯

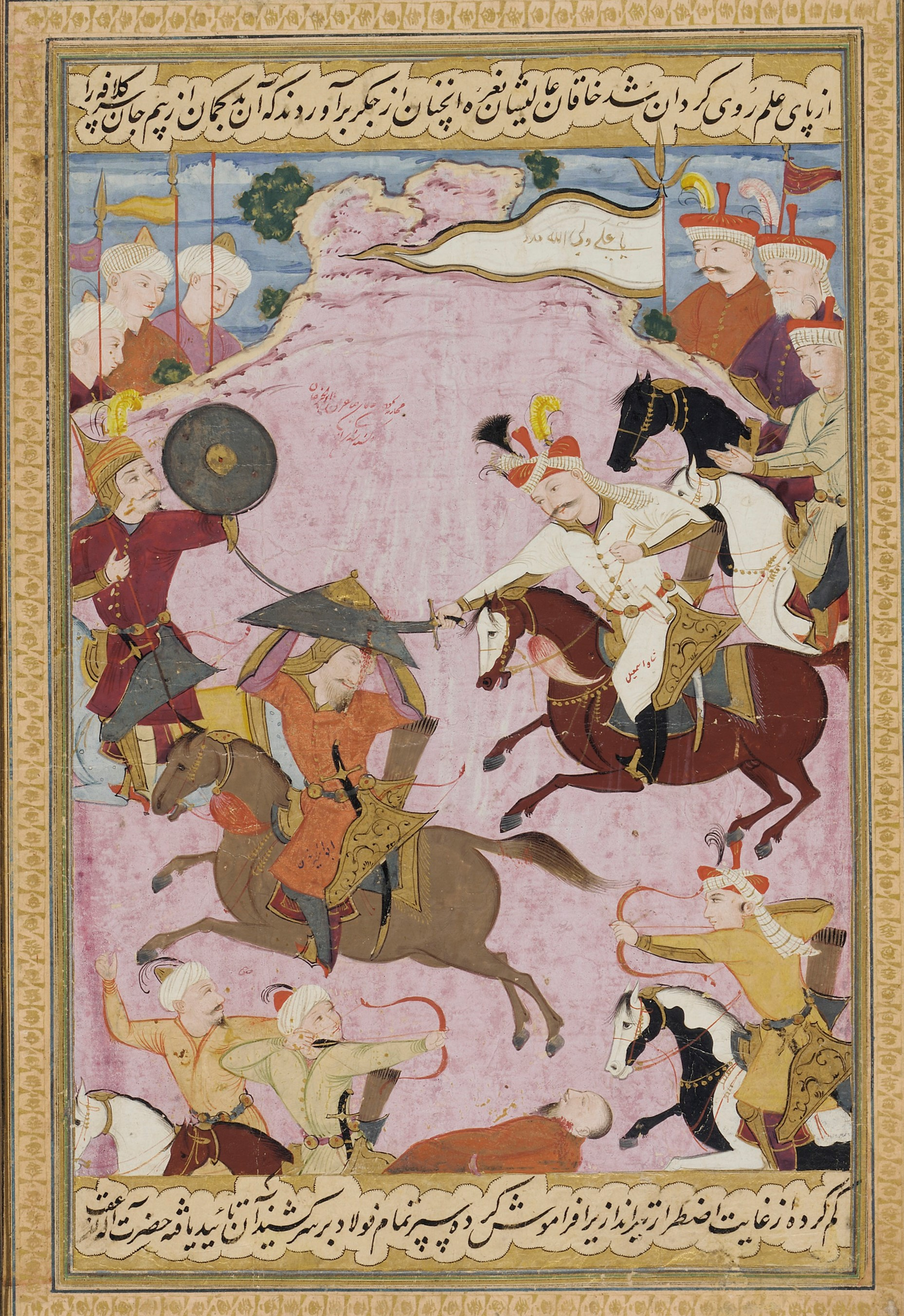
シャー・イスマーイールとの戦い。

1451年、シャー・ブダグの子として生まれる。
1468年にアブル＝ハイル・ハンが没すると、ウズベクのウルスは分裂状態に陥り、その多くはケレイ・ハンとジャニベク・ハンの支配するカザフ・ハン国に流れた。アブル＝ハイル・ハンの孫であるムハンマド・シャイバーニーは各地を転々とし、亡命生活を送る。
1496年/1497年、ムハンマド・シャイバーニーはティムール朝の内部抗争に乗じてシル川中流域に拠点を置き、ウズベク集団の再統合に成功した。
1500年、ムハンマド・シャイバーニー・ハンはサマルカンドを占領し、マー・ワラー・アンナフルの支配権を得た。一時はティムール家のバーブルにサマルカンドを奪われるが3カ月余りで奪還した。
1503年、アム川上流域のクンドゥーズからフェルガナ盆地，タシュケントを占領。1505年にはホラズム地方を、1507年にはヘラートを占領してティムール朝を滅ぼし、ホラーサーンに進出した。
しかし、その後のカザフ遠征（1508年 - 1509年）や、ハザーラ族遠征に失敗し、諸王族に対する分封政策が失敗したため、彼らからの支持を得られなくなった。折しもサファヴィー朝のシャー・イスマーイール（在位：1501年 - 1524年）の侵攻に遭い、ムハンマド・シャイバーニー・ハンはメルヴ郊外で敗死した（1510年）。ムハンマド・シャイバーニー・ハンの頭蓋骨はシャー・イスマーイールによって金箔を貼られ、盃にされた（髑髏杯）。

## 子
- フッラム・シャー
- テムル

## 参考資料
- 小松久男編『世界各国史4 中央ユーラシア史』（山川出版社、2005年、ISBN 463441340X）
- 永田雄三編『世界各国史9 西アジア史』（山川出版社、2002年、ISBN 4634413906）